# Анн-Домінік Туссен
Анн-Домінíк Туссе́н (фр. Anne-Dominique Toussaint; 26 березня 1959, Брюссель) — бельгійський кінопродюсер.

## Життєпис
Народилася 26 березня 1959 року у Брюсселі в родині журналіста Івона Туссена і його дружини Монік, власниці книжкової крамниці. Старший брат — письменник і режисер Жан-Філіпп Туссен (нар. 1957). Виросла в Парижі, куди її батьки переїхали з Бельгії. До початку кінематографічної кар'єри вивчала у Римі історію Середньовіччя. Протягом двох років працювала асистентом режисера Аріеля Зейтуна. 1989 року заснувала дві продюсерські компанії  — «Les Films de Tournelles» зі штаб-квартирою в Парижі та «Les Films» у Брюсселі. Її першими продюсерськими роботами стали фільми її брата «Месьє» (1990) і «Севілья» (1992), створені ним на основі власних романів.
2005 року заснувала кіновтробничу компанію «Les Films de Beyrouth» у Бейруті.
2010 року спродюсована нею стрічка Ріада Саттуфа «Красиві хлопчаки» (2009) була удостоєна премії Сезар за найкращий дебютний фільм.
2013 року відкрила в Парижі художню галерею «Cinéma».
2015 року була у складі журі 37-го Каїрського міжнародного кінофестивалю.

## Фільмографія
Продюсер
- 1990 — Месьє (фр. Monsieur)
- 1992 — Севілья (фр. La sėvillane)
- 1993 — Міна Танненбаум (фр. Mina Tannenbaum), виконавчий продюсер
- 1994 — Партія в шахи (фр. La partie d'échecs)
- 1996 — Вдалий удар (фр. Lucky Punch)
- 1996 — Брехуни (фр. Les menteurs)
- 1997 — Відділ вбивств (нім. Mordbüro), співпродюсер
- 1997 — Марі з затоки Ангелів (фр. Marie Baie des Anges), співпродюсер
- 1997 — Секрет Полішинеля (фр. Le secret de Polichinelle), асоційований продюсер
- 1997 — Дуже чисте повітря (фр. Un air si pur...), співпродюсер
- 1997 — Сомнія або подорож у гіпнопомнію (телефільм) (фр. Somnia ou le voyage en hypnopompia)
- 1998 — Вандомська площа (фр. Place Vendôme), співпродюсер
- 1998 — Каток (фр. La patinoire)
- 1999 — Мій батько, моя мати, мої брати та сестри (фр. Mon père, ma mère, mes frères et mes soeurs)
- 2000 — Тореадори (фр. Toreros), співпродюсер
- 2000 — Канікули (фр. En vacances)
- 2000 — Ви знамениті (фр. Iedereen beroemd!), співпродюсер
- 2000 — Помах крил метелика  (фр. Le battement d'ailes du papillon)
- 2000 — Аперкот (короткометражний) (англ. Uppercut)
- 2001 — Лозунги (фр. Slogans)
- 2002 — Дихання (фр. Respiro), співпродюсер
- 2003 — Жорстокість обмінів у помірному середовищі (фр. Violence des échanges en milieu tempéré), асоційований продюсер
- 2003 — Ціна життя (фр. Le coût de la vie)
- 2003 — Повернення у Котельнич (документальний) (фр. Retour à Kotelnitch)
- 2005 — Вуса (фр. La Moustache)
- 2005 — Маленьке полум'я (короткометражний) (фр. La petite flamme)
- 2005 — Привиди (фр. Gespenster), співпродюсер
- 2006 — Одетта Тудемонд (фр. Odette Toulemonde), співпродюсер
- 2007 — Карамель (фр. Caramel)
- 2007 — Я чекаю на кого-небудь (фр. J'attends quelqu'un)
- 2009 — Красиві хлопчаки (фр. Les Beau Gosses)
- 2009 — Елегантність їжака (фр. Le hérisson)
- 2010 — Самотність простих чисел (фр. La solitudine dei numeri primi)
- 2011 — І куди ми тепер? (фр. Et maintenant on va où?)
- 2012 — Утримуватися (фр. Rengaine)
- 2013 — Мила (фр. Miele), співпродюсер
- 2013 — Альцест на велосипеді (фр. Alceste à bicyclette)
- 2014 — Джекі у царстві жінок (фр. Jacky au royaume des filles)
- 2015 — Друзі (фр. Les Deux Amis)
- 2015 — Заради тебе (італ. Per amor vostro), асоційований продюсер
- 2016 — Тур де Франс (фр. Tour de France)
- 2018 — Оголена Нормандія (фр. Normandie nue)
- 2018 — Капернаум (фр. Capharnaüm), асоційований продюсер
- 2021 — Людина в підвалі (фр. L'homme de la cave)
- 2022 — За правилами і без (фр. L'innocent)
- 2022 — Колібрі (фр. Il colibrì)
- 2025 — Безсонне місто (ісп. Ciudad sin sueño)

Акторка
- 1990 — Месьє (фр. Monsieur) — подруга брата Месьє
- 1998 — Каток (фр. La patinoire) — медсестра
- 2016 — Тур де Франс (фр. Tour de France) — мати (голос)

## Нагороди та номінації
Сезар
- 2010 — Найкращий дебютний фільм (Красиві хлопчаки).
- 2013 — Номінація на найкращий дебютний фільм (Утримуватися).
- 2025 — Номінація на найкращий фільм (За правилами і без).

Asia Pacific Screen Awards
- 2007 — Номінація на найкращий фільм (Карамель).

Міжнародний фестиваль франкомовних фільмів у Намюрі
- 2000 — Procirep Award, спільно з Паскалем Джуделевичем (Помах крил метелика).